# النفري
 محمد بن عبد الجبار بن الحسن النفري من أعلام التصوف الإسلامي 

## سيرته
ولد ببلدة نفر في محافظة القادسية العراقية وإليها ينسب، عاش في عصر الدولة العباسية، وكان من مشايخ الصوفية، وارتحل وتنقل بين العراق ومصر، ومن أشهر كتبه كتاب المواقف والمخاطبات. ومن فرط تواضعه لم يكتب ما كان يقول، إنما كان يؤلف كتابه شفهيا لمريديه، ويكتفى بذلك. ومن أشهر ما ذكر عنه أنَّه قال: كلما اتسعت الرؤية، ضاقت العبارة.
وتكلم عنه دكتور مصطفى محمود في كتابه رأيت الله:
لم يكن النفري يعلم أنه وبعد قرون من وفاته ستكون إحدى مكاشفاته في كتابه المعروف بالمواقف مدخلاً من مداخل من يتقول بالحداثة في الأدب وبخاصة الحداثة الشعرية فموقفه الذي يقول فيه: كلما اتسعت الرؤيا ضاقت العبارة. قد أعطى للبعض ذريعة من تراث غني بأشكال الإبداع لتبرير ما لا ينطبق عليه قول النفري أو بالأحرى تركيب موقف النفري على ادعاء مجاراة المنهج الذي كتب فيه رؤيته من الماورائيات والحياة.
وما كان النفري يعرف أنّ هذه الجملة ستحقّق صيتاً واسعاً، وأن استعمالها سيتكرر إلى حد أنّ النفري كله سيقيم في أحشائها ولعل الاهتمام الذي يلقاه النفري منذ عقود، يوازي الإهمال الذي تعرض له طوال قرون.
ويعزو أبو العلا عفيفي ذلك إلى الطابع الغامض والمنغلق لنصوصه الصوفية نفسها.
فلم يكن النفري صوفياً عادياً إلى حد أنّ اسمه لا يحضر إلى جانب غيره من المتصوفة، في المصنفات الصوفية الكبرى.
كما أنّ المعلومات التي ذكرتها بعض المصادر بشأن حياته شحيحة، ولا تكفي لرسم صورة واضحة المعالم له.
ويرى كثيرون أنّه لولا إشارات لابن عربي في »الفتوحات المكية« و»رسالة عين الأعيان«، لما تأكد اللاحقون من نسب »المواقف والمخاطبات« إلى النفري
وجه النفري الجديد الذي ألبسه له أصحاب نظرية الحداثة يختلف اختلافاً جذرياً عن المنهج الذي أدخلوه فيه فهو من دون أدنى شك مبدع من الدرجة الممتازة أرادوا من خلاله تبرير تخبطهم ما بين الشكل الغربي وعدم القدرة على إثبات الذات وفق أسس راسخة يعتمد عليها والذي يعرف تراث النفري لن يأخذ هذا الإيحاء على محمل الطرافة فقط، إذ كثيراً ما اعتُبرت نصوص النفري، وخاصة مؤلَّفه الأشهر »المواقف« شعراً أو نوعاً مبكراً وفريداً من الشعر. حتى إن أدونيس تبنّى فكرة أن يكون النفري السلف الشرعي لقصيدة النثر العربية.
ثم راج استخدامه رأس حربة في مواجهة المشككين في شعرية قصيدة النثر وأصلها »غير العربي«. والمعروف أن أدونيس ذهب أبعد من ذلك، فبحث في دراسة مشوّقة ومبتكرة عن التشابه الممكن بين »الصوفية والسريالية« بحسب ما عنون كتاباً له. فأدخله في ساحة غير ساحته بعد أن وجد أن أسلوب النفري في مواقفه أو مخاطباته اختلف عن أسلوب القصيدة الموزونة المقفاة معتقداً أنه ومن خلال هذا المدخل سيُفضّل القارئ النفري الناثر على النفري الشاعر، فهو أكثر شعرية في نثره بما لا يُقاس مع غيره من الشعراء.
ولعل هذا ما دفع عدداً من الشعراء والنقاد الحديثين إلى اعتبار النفري شاعر قصيدة نثر بالمعنى الراهن للمصطلح. متجاهلين أن النفري نفسه وحتى من جاء من بعده لم يعتبر أي منهم أن ما كتبه الرجل شعراً إنما حوكم على أساس أنها رؤية اتسعت في عبارة ضاقت كما قال هو من خلال منهجه الصوفي المتمثل في محاكمة الأضداد لا مقاربة الأضداد ولا يخفى على الدارس المتأني والمتفطِّن التواجد في منطقة ما يسكت عنه الكلام المنطوق أو المكتوب.

## منهجه في كتبه
فالكتابان اللذان هما المواقف والمخاطبات محاولة جليلة لتنظيم ذاتٍ مبعثرة، إنما تنسجهما حزمةٌ من الأضداد أو المثنويات، أهمها:
الله والسوي، والقرب والبعد، والفرق والجمع، والظاهر والباطن، والنطق والصمت، والليل والنهار، والحياة والموت، والمعرفة والجهل، والعبد والرب، والنور والظلام، والنار والماء
منهج الأضداد الذي حاول البعض افتراسه على أساس أنه مذهب التركيب اللفظي والصوري والمجازي لما أطلق عليه قصيدة النثر وهذه أمثلة من المواقف والمخاطبات أسوقها لبيان حال النفري عن حال من يدعي انتهاج مدرسته في شكلانية كتابة النص النثري أو أسلوبه
-وقال لي: سدَّ باب قلبك الذي يدخل منه سواي، لأن قلبك بيتي. (المخاطبة 13)
- يا عبدُ، من صبر عن سواي أبصر نعمتي، وإلا فلا. (المخاطبة 15)
-غششتُك إن دللتُك على سواي. (الموقف السادس)
-وقال لي: آليتُ لا أقبلك وأنت ذو سبب أو نسب. (الموقف التاسع)
-وقال لي: لا يجاورني وجدٌ بسواي. (الموقف17)
- أوقفني في ما يبدو فرأيته لا يبدو فيخفى ولا يخفى فيبدو ولا معنى فيكون معنى (الموقف 21)
- إن عرفتني بمعرفة أنكرتني من حيث عرفتني _ من سألك عني فسله عن نفسه فان عرفها فعرفني عليه _ المعرفة نار تأكل المحبة لأنها تشهدك حقيقة الغنى عنك (الموقف 37)
ويقول جمال الدين فالح الكيلاني وأي كان موقفنا من النفري أو سواه ممن قدم إبداعاته الأدبية على مدى التاريخ مكوناً مكدسات ثرية في تراث زاخر يتجنى عليه الكثير ممن لم يعرف ما فيه من إبداعات ويتجنى عليه حتى من يحاول أن يحتج به لتبرير رؤيته المعاصرة.

## وصلة خارجية
- كتاب: المواقف ويليه كتاب المخاطبات pdf.